# Disforia pós-coito
A disforia pós-coito (DPC; em francês:  post-coital tristesse) é a sensação de tristeza, ansiedade, agitação ou agressividade que surge após a masturbação ou relações sexuais. O termo é derivado do neolatino postcoitalis (pós-coito) e do francês tristesse (tristeza). Pessoas com PCT geralmente relatam um sentimento profundo de ansiedade que dura de cinco minutos até duas horas após o coito.
Em termos de registros históricos, o fenômeno é atribuído ao filósofo grego Cláudio Galeno, que supostamente teria escrito que "todo animal fica triste depois do coito, exceto a fêmea [da espécie] humana e o galo. No entanto, tal citação não foi encontrada nos escrito de Galeno ainda existentes, de modo que a atribuição de autoria é incerta. Sigmund Freud e Havelock Ellis conheciam o provérbio, e ambos declararam sua autoria como desconhecida; apenas nas décadas posteriores a máxima começou a ser atribuída pelos sexólogos a Galeno.
Em Tractatus de intellectus emendatione (c. 1661) o filósofo Baruch Espinoza argumenta: "Realmente, no que tange à concupiscência, o espírito fica por ela de tal maneira possuído como se repousasse num bem, tornando-se de todo impossibilitado de pensar em outra coisa; mas, após a sua fruição, segue-se a maior das tristezas, a qual, se não suspende a mente, pelo menos a perturba e a embota". Arthur Schopenhauer, em estudo sobre o fenômeno posterior ao de Espinoza, observou que "logo após a copula ouve-se o riso do demônio".

## Pesquisas científicas
Um estudo aplicado por meio de questionário, com amostra de 1 208 participantes do sexo masculino, reportou que 40% dos participantes haviam experimentado DPC pelo menos uma vez na vida; enquanto 20% haviam experenciado sintomas de DPC nas quatro semanas que precederam o estudo. O estudo também relata que 3–4% da amostra apresenta regularmente sintomas de disforia pós-coito e, ainda, que entre os homens o quadro estava associado a sofrimento psicológico pelos quais passavam, abuso sexual na infância e a disfunções sexuais.
Em relação a mulheres, um estudo de análise epidemiológica no Reino Unido sobre sintomas psicológicos da disforia pós-coito foi aplicado em amostra populacional composta por mulheres gêmeas. Foi reportado que 3,7% dessas mulheres haviam experenciado DPC recentemente; e 7,7% delas relataram sofrer sintomas crônicos de DPC. Outro estudo descobriu que quase metade das mulheres universitárias experimentaram sintomas de DPC pelo menos uma vez na vida. O estudo também relatou que, aparentemente, não há correlação entre DPC e intimidade em relacionamentos amorosos.